# 규마 후미오

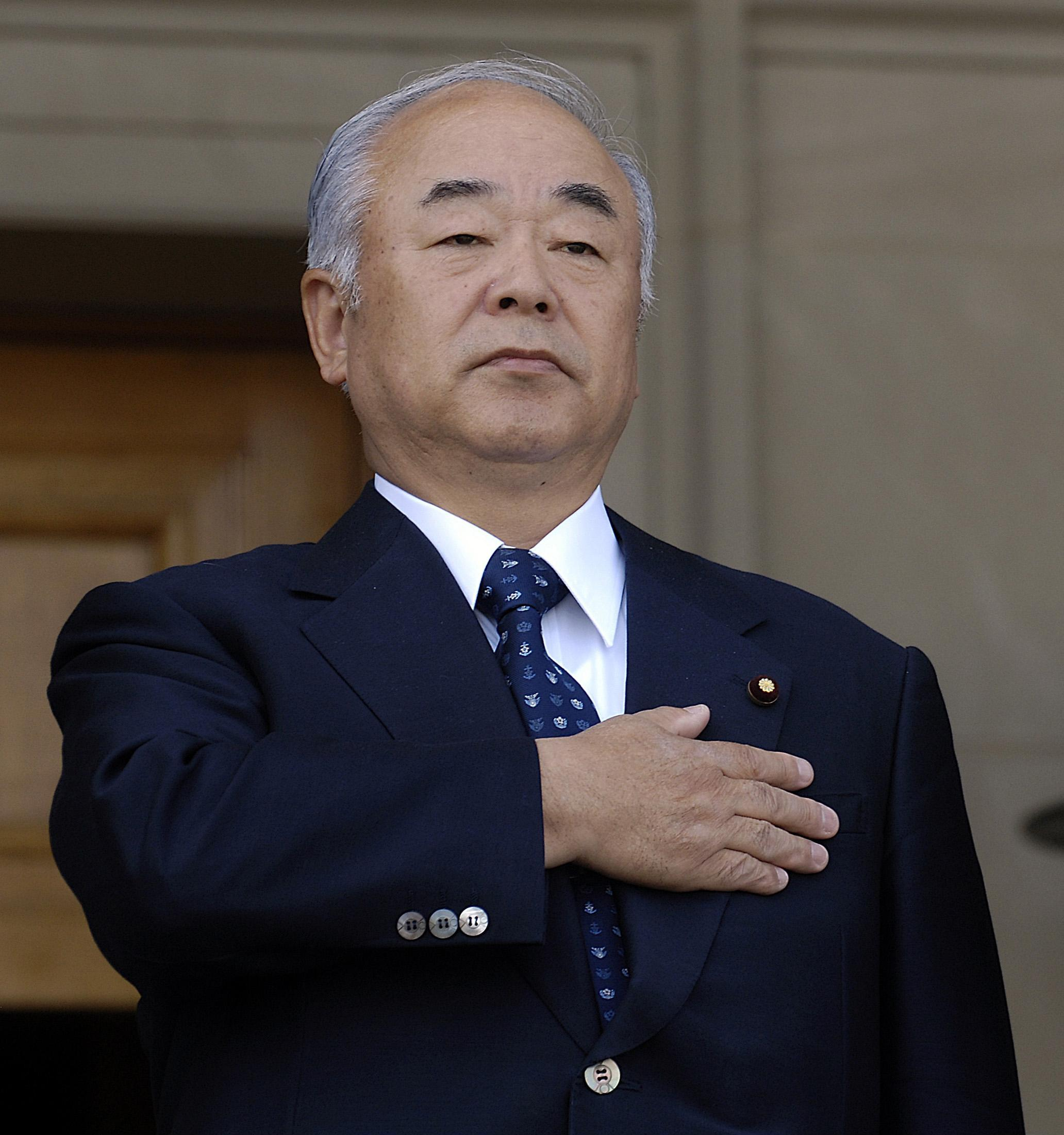
규마 후미오, 2007년 4월 미국 국방부에서

규마 후미오(일본어: 久間 章生 큐마 후미오[*], 1940년 12월 4일 ~ )는 일본의 농림 관리, 지방 지자체 직원, 정치인이다. 나가사키현 의회 의원, 중의원 의원, 제59대·제73대 방위청 장관, 초대 방위대신을 역임하였다.

## 약력
나가사키현 출신으로, 도쿄 대학 법학부를 졸업하고, 농림성에 들어갔다. 농림성 퇴직 후에는 나가사키 현청에 들어갔으며, 나가사키 현 의회 의원을 거쳐, 1980년 중의원 의원에 첫 당선되었다. 제2차 하시모토 내각에서 방위청 장관으로 첫 입각하였다.
고이즈미 준이치로 정권에서는, 2003년 자유민주당 간사장 대리, 2004년부터 2006년까지 자유민주당 총무회장을 역임하였다. 2006년 9월, 제1차 아베 신조 내각에서 다시 방위청 장관으로 재입각했으며, 그 후 2007년 1월, 방위청이 방위성으로 승격함에 따라 초대 방위대신이 되었으나, 2007년 6월에 열린 강연회에서 원자폭탄 투하를 둘러싼 발언 (미국의 원자폭탄 투하 정당화 발언)으로 피폭자 단체를 비롯해 피폭자와 유족 등의 반발을 사면서, 같은 해 7월 이 발언의 책임을 지고 방위대신에서 물러났다.
2009년 중의원 의원 선거에서 낙선했으며, 이노카이 (士志の会) 그룹에 속해 이 모임을 구성하는 아소 다로의 후견인적 입장에 있다.

## 같이 보기
- 핵무기
- 이라크 전쟁
- 한일의원연맹
- 한일해저터널